# Blair Walsh
Blair Richard Walsh (Boca Raton, 8 gennaio 1990) è un giocatore di football americano statunitense che gioca nel ruolo di placekicker nella National Football League (NFL) attualmente è Free agent. Scelto nel corso del sesto giro (175º assoluto) del 2012 dai Minnesota Vikings, in precedenza aveva giocato a football per i Bulldogs dell'Università della Georgia.

## Carriera professionistica

### Minnesota Vikings
Walsh fu scelto come 175º assoluto dai Minnesota Vikings il 28 aprile 2012 nel corso del sesto giro del Draft NFL 2012, del quale fu inoltre il secondo kicker ed esser selezionato dopo Greg Zuerlein, chiamato come 171º assoluto dai St. Louis Rams.

#### 2012
Walsh diede prova di sé già nella gara del 9 settembre che segnò il suo debutto tra i professionisti, nella quale segnò 4 field goal su 4 tentativi compreso uno da 55 yard che mandò la gara contro i Jacksonville Jaguars ai supplementari e quello della vittoria da 39 yard che portò i Vikings sul definitivo 26-23. Per questa prestazione, Walsh fu uno dei candidati al premio di rookie della settimana (vinto poi da Robert Griffin III) e fu nominato Giocatore degli Special Team della NFC della settimana. Nelle prime 11 partite della stagione Walsh fallì la realizzazione di un solo field goal contro i Detroit Lions ed un secondo fu bloccato dagli special team dei Chicago Bears. Fino a quel momento aveva centrato 6 field goal su 6 da oltre 50 yard e 21 punti addizionali su 21.

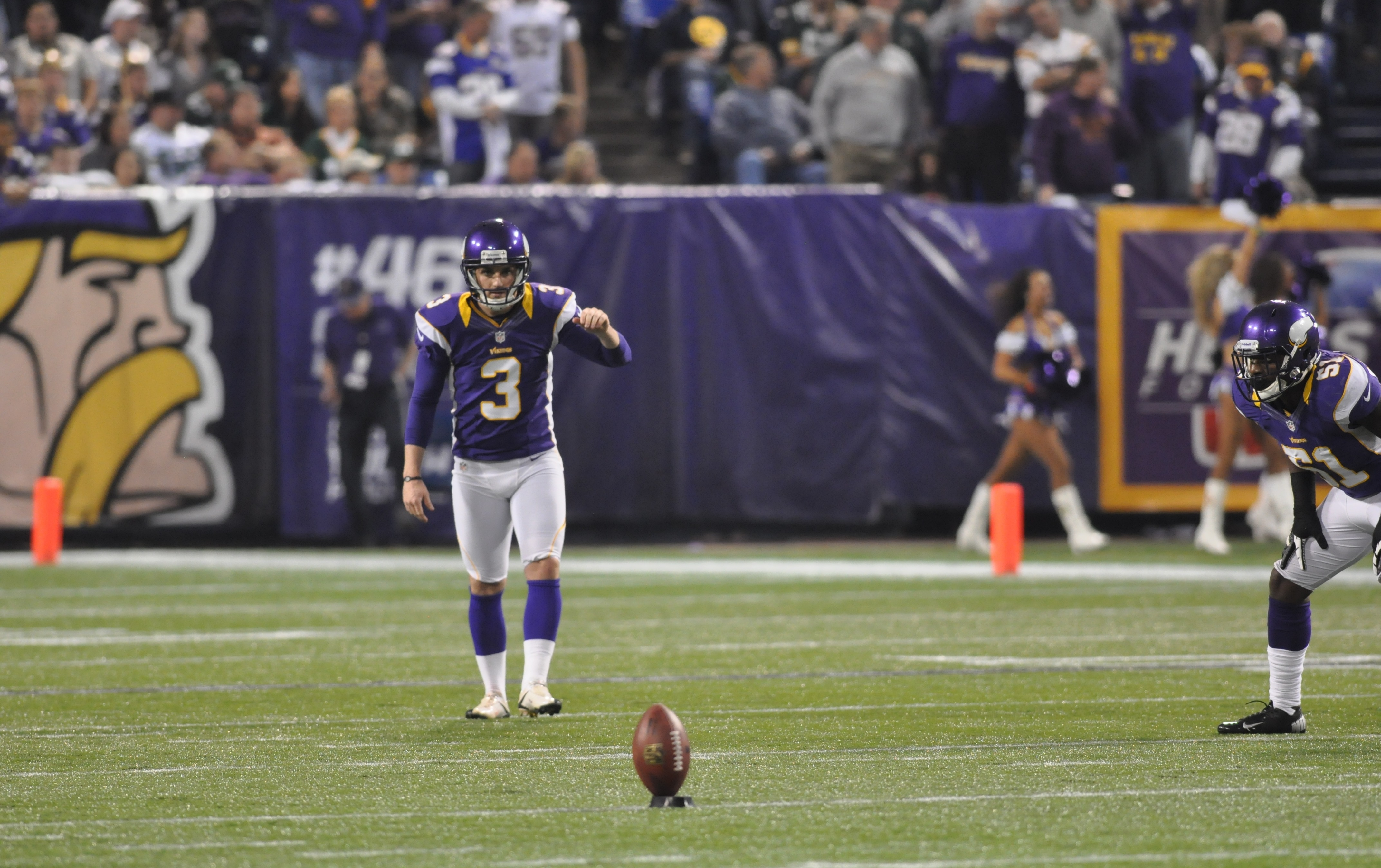
Walsh in procinto di calciare un kickoff nell'ultimo match della stagione vinto dai Vikings 37-34 sui Packers.

Il 16 dicembre, nella gara di settimana 15 che vide i Vikings battere i Rams per 36-22, grazie alla trasformazione di ben 5 field goal e 3 punti addizionali Walsh toccò quota 117 punti stagionali e superò il record di franchigia di punti messi a segno da un rookie stabilito nel 1998 da Randy Moss, fermo a quota 106. Egli inoltre eguagliò il record NFL di field goal da 37 o più yard messi a segno in una singola gara (5), stabilito da Scott Norwood nel 1988 ed eguagliato a sua volta da Chris Boniol nel 1996, eguagliò il record NFL con 8 field goal da 50 o più yard messi a segno in una singola stagione, stabilito da Morten Andersen nel 1995 ed eguagliato a sua volta da Jason Hanson nel 2008, e stabilì il record di franchigia di field goal da 50 o più yard messi a segno in una singola gara (3) stabilito nel 1984 dall'Hall of Famer Jan Stenerud ed eguagliato nel 1991 da Fuad Reveiz. Per questa prestazione fu ancora una volta premiato come Giocatore degli Special Team della NFC della settimana.
Il 23 dicembre, mettendo a segno un field goal da 56 yard, ritoccò stabilì il nuovo record NFL di field goal 50 o più yard messi a segno in una singola stagione (9) ed eguagliò il nuovo record di franchigia per il field goal più lungo, stabilito nel 2005 da Paul Edinger. Tre giorni dopo, Walsh fu convocato per il primo Pro Bowl in carriera come kicker della NFC.

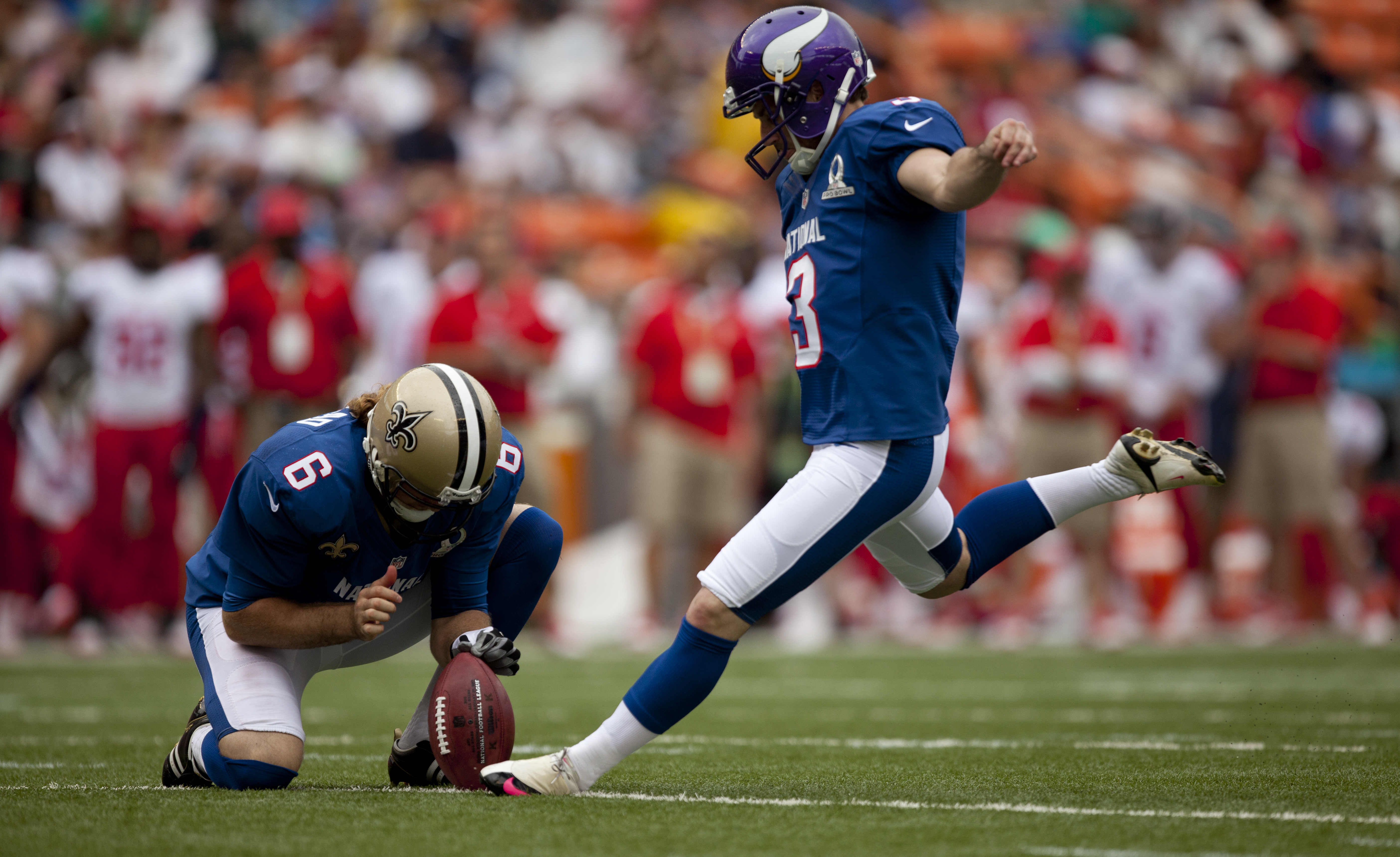
Walsh impegnato durante il Pro Bowl 2013.

Nell'ultima gara di stagione regolare, i Vikings necessitavano di una vittoria per raggiungere i loro primi playoff dal 2009 a causa della vittoria dei Bears poche ore prima. Grazie a un field goal di Walsh all'ultimo secondo di gara, Minnesota batté i Green Bay Packers per 37-34. In questa gara Walsh continuò a stabilire nuovi record NFL, come quello per la più alta percentuale realizzativa di field goal da parte di un kicker rookie (92,1%), detenuto sino ad allora da Richie Cunningham (che nel 1997 mise a segno field goal per il 91,9%), portando a 10 i field goal stagionali da oltre 50 yard e pareggiando il record di 35 field goal messi a segno da un kicker rookie stabilito nel 1983 da Ali Haji-Sheikh. Egli inoltre portò a 141 il record di franchigia di punti messi a segno da un rookie, mancando per soli 3 punti l'aggancio all'identico record NFL, e fu per la terza volta in carriera premiato come Giocatore degli Special Team della NFC della settimana. Il 12 gennaio 2013, dopo aver disputato una delle migliori stagioni nella storia del NFL per un kicker, Walsh fu inserito nel First-team All-Pro, dopo esser stato due giorni prima inserito anche nell'All-Rookie Team stilato congiuntamente dalla rivista Pro Football Weekly e dalla Pro Football Writers of America.

#### 2013
La stagione 2013 si aprì, a livello personale (i Vikings difatti persero 24-34 contro i Detroit Lions e 30-31 contro i Chicago Bears), per Walsh alla stregua del 2012, con 6 punti addizionali su 6 e 4 field goal su 4 trasformati nei primi due incontri della stagione. Il primo di questi 4, in particolare, fu una trasformazione da 52 yard che permise all'ex-Bulldogs di conquistare un altro record NFL, quello di 11 field goal consecutivi da 50 o più yard realizzati, pareggiando il record stabilito nel 1993 da Tony Zendejas e nella medesima giornata dal kicker dei Bears Robbie Gould. Nella settimana 3 Walsh continuò sul solco delle due giornate precedenti, segnando due field goal (il più lungo dei quali da 43 yard) e 3 punti addizionali su 3, per un totale di 9 punti sui 27 totalizzati dalla sua squadra, che non furono comunque sufficienti ai Vikings per evitare la terza sconfitta stagionale patita per mano dei Cleveland Browns. La settimana seguente, nella prima vittoria stagionale dei Vikings, impegnati contro gli Steelers al Wembley Stadium di Londra in una delle due gare delle NFL International Series della stagione 2013,  Walsh trasformò 4 punti addizionali su 4 e 2 field goal su 3. In particolar modo, trasformando il primo field goal da 54 yard, divenne l'unico kicker della NFL a detenere il record per il maggior numero di field goal consecutivi da 50 o più yard realizzati.
Dopo la settimana di riposo, durante la sessione di allenamenti di rifinitura del venerdì, in vista della gara casalinga contro i Carolina Panthers (poi persa dai Vikings 35-10), Walsh avvertì un problema al bicipite femorale della gamba sinistra che lo costrinse a lasciare il anzitempo il campo ma che non gli impedì di mettere a segno un field goal da 22 yard ed un punto addizionale in altrettanti tentativi, anche se i kickoff furono precauzionalmente affidati al punter Jeff Locke. L'infortunio tuttavia si rivelò più problematico del previsto tanto che nel Monday Night Football, perso dai Vikings 7-23 in casa dei New York Giants egli fallì il primo field goal in carriera da più di 50 yard (interrompendo così anche la sua striscia record che si fermò a 12 tentativi consecutivi andati a segno da oltre le 50 yard), mettendo a segno il solo punto addizionale e lasciando ancora una volta il compito di calciare i kickoff al compagno di squadra Locke. La settimana seguente, nella gara casalinga che vedeva i Vikings opposti ai Green Bay Packers, la sua precaria condizione fisica lo portò per la terza settimana consecutiva a lasciare a Locke il compito di calciare i kickoff, anche se riuscì comunque a mettere a segno l'unico tentativo di field goal da parte dei Vikings (36 yard). Walsh tuttavia era ancora lungi dall'esser completamente guarito e nella settimana 9, che vide i Vikings perdere sul filo di lana, per 23-27, l'incontro che li vedeva opposti ai Dallas Cowboys all'AT&T Stadium, arrivò addirittura a sbagliare la trasformazione di uno dei tre punti addizionali (il primo dal 2011, ai tempi dei Georgia Bulldogs) ed a costringere il capo-allenatore Leslie Frazier ad optare per un punt invece che per un field goal da 54 yard che avrebbe portato i Vikings sul 26-20 a loro favore, anche se mise comunque a segno un field goal da 23 yard.

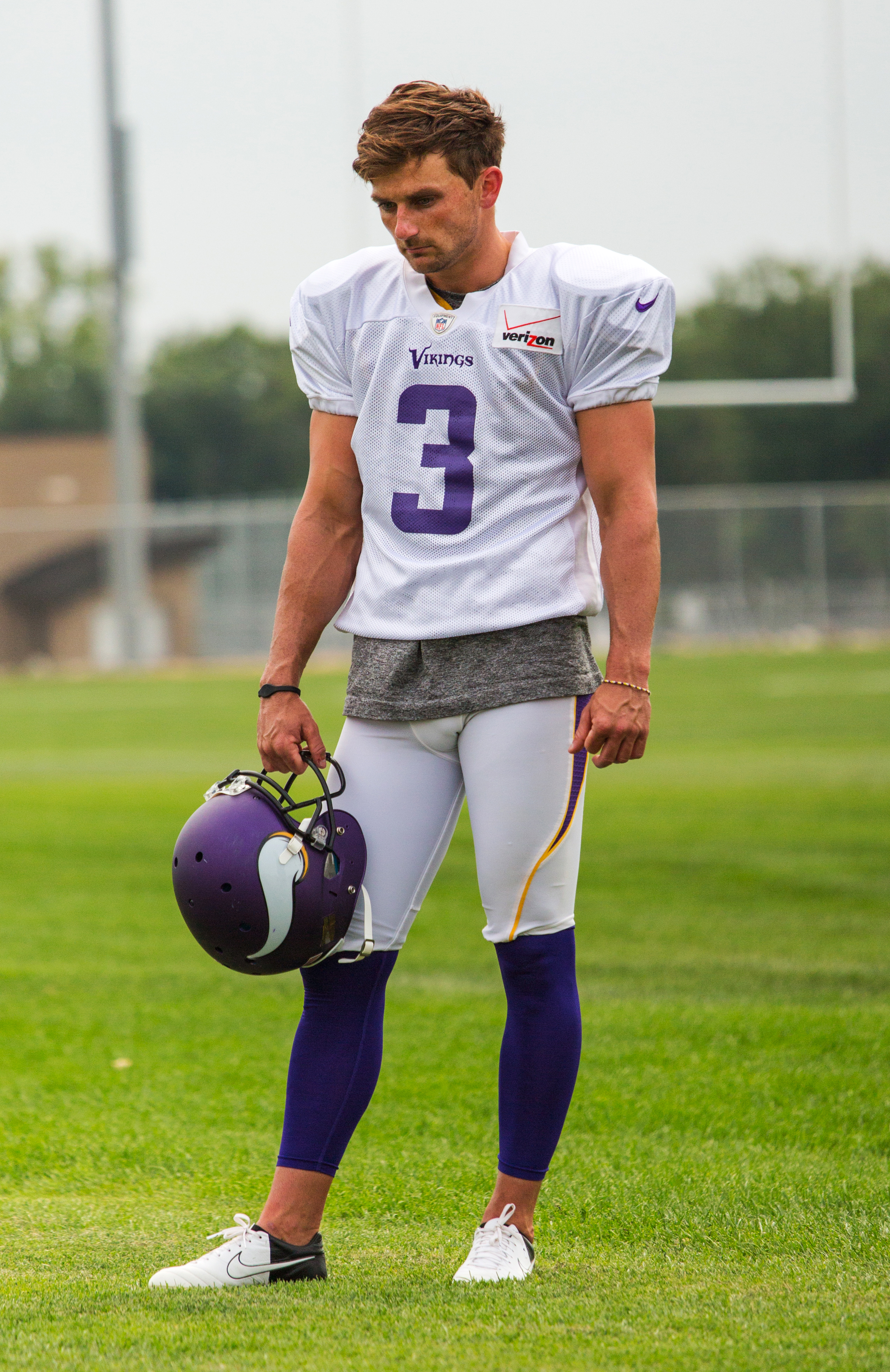
Walsh durante il training camp 2014.

Le cose cominciarono ad andar meglio a partire dalla settimana 10, che vide i Vikings sconfiggere 27-34 i Redskins, in cui Walsh tornò a segnare regolarmente sia i punti addizionali che i field goal (di cui quello più lungo da 40 yard), e nella settimana 11, in cui invece i Vikings uscirono sconfitti 20-41 dal CenturyLink Field di Seattle contro i Seahawks mentre lui mise a segno altri due field goal di cui il più lungo questa volta da 45 yard. Nella settimana 12 al Lambeau Field di Green Bay, disputò una grande gara contro i Packers padroni di casa, contro i quali mise a segno 14 dei 26 punti totalizzati dai Vikings suddivisi in 12 su field goal e 2 come punti addizionali. Walsh dimostrò di aver definitivamente superato i problemi fisici che lo avevano limitato a metà campionato, trasformando il terzo field goal, in altrettante gare consecutive, da oltre 40 yard (47 yard in questo caso) durante i tempi regolamentari e soprattutto il decisivo field goal da 35 yard durante i tempi supplementari che evitò ai suoi la sconfitta esterna, fissando il punteggio sul 26-26 finale. Per questa sua prestazione, fu in seguito premiato il 27 novembre, per la quarta volta in carriera (divenendo così primatista di franchigia in questa categoria a pari merito con l'ex kicker Gary Anderson) e per la prima in stagione, come giocatore degli special team della NFC della settimana.
Una settimana dopo, nella gara che vedeva i Chicago Bears ospiti dei Vikings, Walsh ebbe di nuovo nel suo piede destro la responsabilità di decidere le sorti della propria squadra, quando durante i tempi regolamentari, dopo aver trasformato due punti addizionali su due ed un field goal da 32 yard, mise a segno a 2'24" il field goal da 34 yard che inoltrò la gara ai tempi supplementari. A quel punto prima fu chiamato a trasformare un proibitivo tentativo da 57 yard che fallì, e quindi a 1'47" dal termine mise a segno un più semplice tentativo da 34 yard che fissò il punteggio sul 20-23 finale e che regalò ai Vikings la terza vittoria stagionale. Nella gara di settimana 14, che vide i Vikings impegnati in un innevato M&T Bank Stadium di Baltimora contro i Ravens padroni di casa, Walsh tornò a mettere a segno tutti i tentativi di field goal (2 su 2 di cui il più lungo da 40 yard), ma il suo contributo di 8 punti non fu sufficiente ai Vikings per evitare allo scadere dei tempi regolamentari la nona sconfitta stagionale per 26-29.
Nella settimana 15 Walsh aprì la sua gara fallendo nuovamente un tentativo di field goal da oltre 50 yard (55 per l'esattezza), ma non sbagliò i successivi due tentativi da distanze meno impegnative (21 e 38 yard) ed i 6 tentativi di punti addizionali, contribuendo così con un totale di 12 punti alla vittoria casalinga per 30-48 dei Vikings contro i Philadelphia Eagles. Furono questi gli ultimi field goal messi a segno nella stagione 2013 da Walsh, che negli ultimi due incontri invece ebbe solo l'occasione di mettere a segno 4 punti addizionali (2 nell'incontro perso dai Vikings in casa dei Cincinnati Bengals ed altri 2 nell'incontro casalingo, l'ultimo giocato al Metrodome prima della sua demolizione, vinto contro i Detroit Lions), chiudendo così la sua stagione con 26 field goal e 43 punti addizionali messi a segno per un totale di 121 punti.

#### 2014

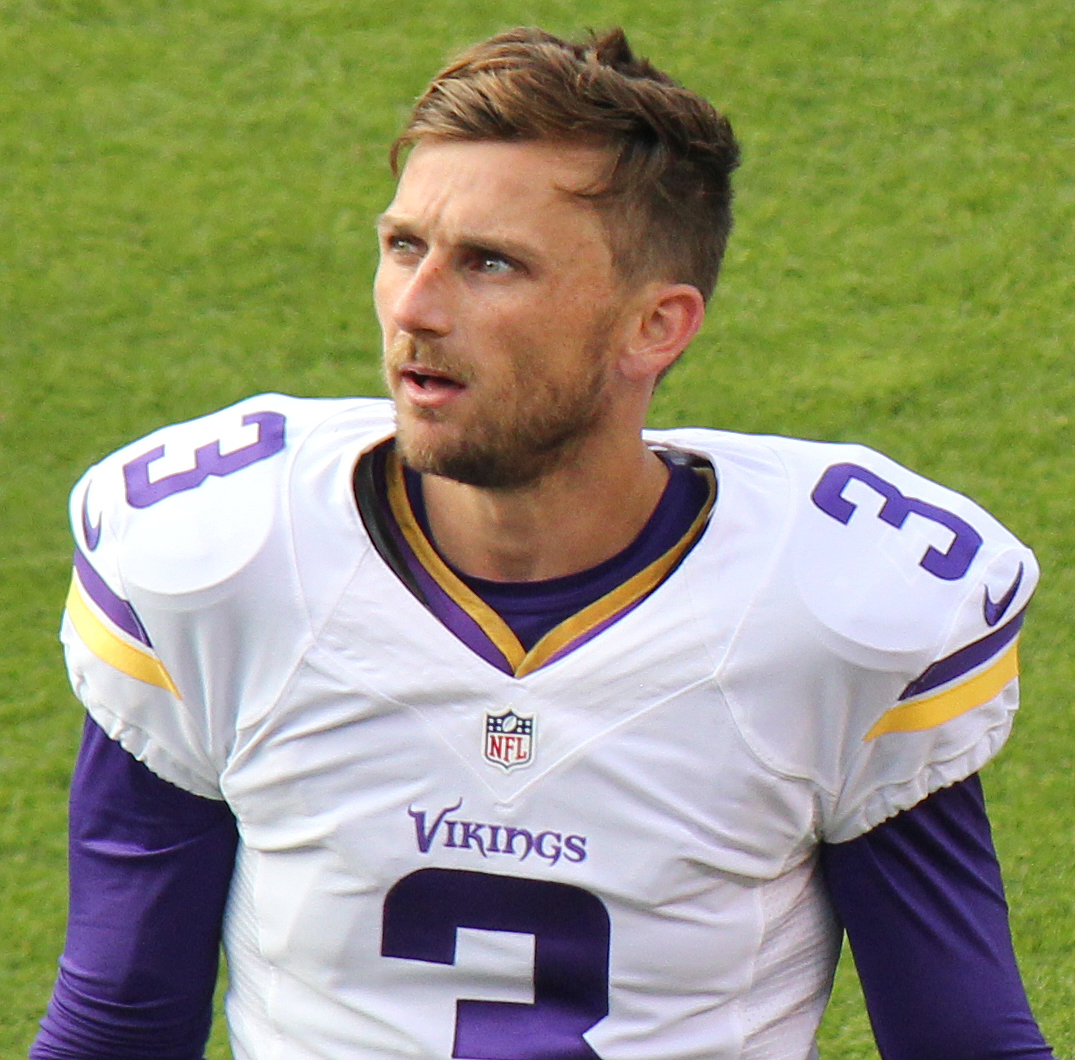
Walsh al Mile High di Denver nella gara di settimana 4 della stagione regolare 2015.

Nel primo incontro della stagione regolare, vinto da Minnesota per 34-6 in casa dei St. Louis Rams, Walsh aprì le marcature stagionali per i Vikings trasformando con successo due tentativi da 52 e 46 yard che portarono Minnesota sul momentaneo 6-0. Egli inoltre fu perfetto anche nella trasformazione dei punti addizionali segnando tutti e 4 i tentativi arrivati a seguito del touchdown messo a segno dai compagni di squadra.

#### 2015
Prima dell'inizio della pre-stagione 2015, Walsh, che sarebbe divenuto free agent nel 2016, firmò con i Vikings un rinnovo quadriennale del valore di 14 milioni di cui 5,25 garantiti alla firma, che lo rese il quinto kicker più pagato della NFL. Nonostante questa lauta estensione contrattuale, egli si presentò però alla vigilia della settimana 1 della stagione regolare come uno dei punti di domanda della formazione del Minnesota, avendo trasformato, nei cinque incontri preparatori disputati a cavallo tra il mese di agosto e quello di settembre, appena 5 tentativi di field goal su 11. E in tale gara confermò di non aver superato questi problemi di accuratezza, trasformando un tentativo di field goal dalle 37 yard ma fallendone un primo dalle 44, nell'incontro del Monday Night Football in cui i Vikings furono sconfitti per 3-20 dai 49ers padroni di casa.
La settimana seguente mise invece a segno entrambi i tentativi di field goal (il primo dalle 28 yard il secondo dalle 23) ma fallì la realizzazione di uno dei 3 punti addizionali, nella gara in cui i Vikings tornarono alla vittoria sconfiggendo per 26-16 i Lions rivali divisionali. Nel quarto incontro della stagione regolare, Walsh realizzò due field goal ma ne sbagliò nel secondo quarto uno da una distanza di 38 yard che risultò decisivo per le sorti dell'incontro, terminato 23-20 in favore dei Broncos padroni di casa.
Nel primo turno di playoff, i Vikings affrontarono in casa i Seahawks nella terza gara più fredda della storia della post-season. Dopo che Walsh ebbe segnato tutti i nove punti della propria squadra, Seattle rimontò nel quarto periodo, portandosi sul 10-9. Il kicker, a pochi secondi dal termine. ebbe la possibilità di calciare il field goal della vittoria dalla distanza non proibitiva di 27 yard ma il suo tentativo uscì nettamente oltre il palo sinistro, condannando Minnesota alla sconfitta.

### Seattle Seahawks
Svincolato dai Vikings il 15 novembre 2016, il 9 febbraio 2017 Walsh fu ingaggiato dai Seattle Seahawks. Dopo un inizio di stagione positivo in cui segnò 12 field goal su 13 tentativi, nel nono turno sbagliò tutti i tre tentativi nella sconfitta casalinga contro i Washington Redskins.

## Record

### Record NFL
- Maggior numero di field goal da 50 o più yard realizzati in una stagione: 10 (2012, (condiviso con Justin Tucker)
- Maggior numero di field goal da 50 o più yard realizzati in una stagione senza errori: 10 (2012)
- Maggior numero di field goal da più di 37 yard realizzati in una gara: 5 (2012) (condiviso con Chris Boniol e Scott Norwood)
- Più alta percentuale realizzativa di field goal in una stagione da rookie: 92,1% (2012)
- Maggior numero di field goal realizzati in una stagione da un rookie: 35 (2012) (condiviso con Ali Haji-Sheikh)

### Record di franchigia dei Vikings
- Field goal più lungo: 56 yard (2012) (condiviso con Paul Edinger)
- Maggior numero di field goal da 50 o più yard realizzati in una stagione: 10 (2012)
- Maggior numero di field goal da 50 o più yard realizzati senza errori in una stagione: 10 (2012)
- Maggior numero di field goal da più di 50 yard realizzati in una gara: 3 (2012)
- Maggior numero di field goal da più di 37 yard realizzati in una gara: 5 (2012)
- Più alta percentuale realizzativa di field goal in una stagione da rookie: 92,1% (2012)
- Maggior numero di field goal realizzati in una stagione da un rookie: 35 (2012)
- Maggior numero di field goal consecutivi da 50 o più yard realizzati: 12 (2012 - 2013)
- Maggior numero di partite consecutive con realizzazione di field goal da 50 o più yard: 3 (2012)
- Maggior numero di punti messi a segno in una stagione da rookie: 141 (2012)
- Maggior numero di field goal consecutivi da 50 o più yard realizzati: 12 (2012 - 2013)

## Palmarès

### Individuale
- Convocazioni al Pro Bowl: 1

2012
- First-team All-Pro: 1

2012
- PFWA All-Rookie Team - 2012

- Giocatore degli Special Team della NFC del mese: 1

dicembre 2012
- Giocatore degli Special Team della NFC della settimana: 4

1ª, 15ª e 17ª settimana della stagione 2012, 8ª settimana della stagione 2013

## Statistiche
Fonte: NFL.com
| Statistiche in carriera | Statistiche in carriera | Statistiche generali | Statistiche generali | Statistiche generali | Statistiche generali | Statistiche generali | Statistiche generali | 20-29 yard | 20-29 yard | 20-29 yard | 30-39 yard | 30-39 yard | 30-39 yard | 40-49 yard | 40-49 yard | 40-49 yard | 50+ yard | 50+ yard | 50+ yard | Punti addizionali | Punti addizionali | Punti addizionali | Punti addizionali |
| Anno                    | Squadra                 | P                    | FGB                  | Lng                  | FGR                  | FGC                  | %                    | FGR        | FGC        | %          | FGR        | FGC        | %          | FGR        | FGC        | %          | FGR      | FGC      | %        | PAR               | PAC               | %                 | PAB               |
| ----------------------- | ----------------------- | -------------------- | -------------------- | -------------------- | -------------------- | -------------------- | -------------------- | ---------- | ---------- | ---------- | ---------- | ---------- | ---------- | ---------- | ---------- | ---------- | -------- | -------- | -------- | ----------------- | ----------------- | ----------------- | ----------------- |
| 2012                    | Minnesota Vikings       | 16                   | 1                    | 56                   | 35                   | 38                   | 92,1                 | 10         | 10         | 100        | 8          | 9          | 88,9       | 7          | 9          | 77,8       | 10       | 10       | 100      | 36                | 36                | 100               | 0                 |
| 2013                    | Minnesota Vikings       | 16                   | 0                    | 54                   | 26                   | 30                   | 86,7                 | 7          | 7          | 100        | 12         | 12         | 100        | 5          | 6          | 83,3       | 2        | 5        | 40       | 43                | 44                | 97,7              | 0                 |
| 2014                    | Minnesota Vikings       | 16                   | 2                    | 55                   | 26                   | 35                   | 74,3                 | 4          | 5          | 80         | 8          | 10         | 80         | 7          | 9          | 77,8       | 5        | 9        | 55,6     | 22                | 29                | 100               | 0                 |
| Carriera                |                         | 48                   | 3                    | 56                   | 87                   | 103                  | 84,4                 | 21         | 22         | 95,5       | 28         | 31         | 90,3       | 19         | 24         | 79,1       | 17       | 24       | 70,8     | 108               | 109               | 99,1              | 0                 |

Statistiche aggiornate alla stagione 2014